# 太行南大街站
太行南大街站是石家庄地铁3号线的地铁车站，位于中华人民共和国河北省石家庄市裕华区塔北路与太行南大街交叉口西侧，于2021年4月6日开通。

## 车站结构
太行南大街站位于塔北路与太行南大街交叉口西侧，沿塔北路设置，呈东西走向，为地下两层岛式站台车站，车站长232米，标准段宽20.1米，车站地下一层为站厅层，地下二层为站台层，站台设置全高站台门。
| 地面              | 出入口 | A、B、C、D出入口                                                                                      |
| 地下一层          | 站厅   | 客服中心、自动售票机、验票机                                                                          |
| 地下二层          | 站台   | \| \| \| █ 3号线往西三庄（南豆） \| \| 島式 · 開左邊车门 \| \| \| \| \| \| █ 3号线往乐乡（終點站） \| |
|                   |        | █ 3号线往西三庄（南豆）                                                                               |
| 島式 · 開左邊车门 |        | |
|                   |        | █ 3号线往乐乡（終點站）                                                                               |

## 车站出口
太行南大街站共有4个出入口，各出口及周围设施如下所示：
| 出口编号                             | 照片 | 地点                               | 可到达目的地                             |
| ------------------------------------ | ---- | ---------------------------------- | ---------------------------------------- |
| 出口 · A · 扶手电梯标志              |      | 塔北路（北侧），太行南大街（西侧） |                                          |
| 出口 · B · 升降机标志 · 扶手电梯标志 |      | 塔北路（南侧），太行南大街（西侧） | 主语城                                   |
| 出口 · C · 扶手电梯标志              |      | 塔北路（南侧）                     | 石家庄科技工程职业学院(南校区)，南豆新村 |
| 出口 · D · 扶手电梯标志              |      | 塔北路（北侧）                     | 盛宏嘉苑                                 |
| 註： 設有 \| 設有扶手電梯            |      |                                    |                                          |

## 接驳交通

### 公交车
- 太行金沙江道口：525路
- 金沙江道口：80路，219路，518路，580路，706路

## 历史
本站工程名为韩通站，正式站名为太行南大街站，以车站东侧的太行南大街命名。
- 2015年5月6日，车站正式开工[3]。
- 2019年10月31日，车站主体结构封顶[2]。
- 2021年4月6日，本站随3号线一期东段及二期工程通车开通[1]。
- 2022年8月28日，受新冠疫情影响，车站暂停运营[4]。9月6日，车站恢复运营[5]。